# Д’Обиньи, Хью, 5-й граф Арундел
Хью д’Обиньи́ (англ. Hugh d'Aubigny); ок. 1213/1215 — 7 мая 1243) — английский аристократ, 5-й граф Арундел и главный кравчий Англии с 1225, второй сын Уильяма д’Обиньи, 3-го графа Арундела, и Мабель Честерской. Несовершеннолетним унаследовал владения своего бездетного брата, Уильяма д’Обиньи, 4-го графа Арундела, а позже часть владений дяди по матери Ранульфа де Блондевиля, 6-го графа Честера. В 1242 году сопровождал короля в походе в Аквитанию, но год спустя умер бездетным. 

## Происхождение
Хью происходил из англо-нормандского рода Альбини (д’Обиньи), предки которого происходили из Сен-Мартен-д’Обиньи в нормандском Котантене в современном французском департаменте Манш. Они переселились в Англию после нормандского завоевания, получив владения в Норфолке и Кенте. Один из представителей рода, Уильям д’Обиньи, 1-й граф Арундел, женился на Аделизе Лувенской, вдове короля Генриха I Боклерка, получив за женой замок Арундел, а позже получив от короля Стефана Блуаского титул «граф Сассекс», однако в поздних источниках его называют графом Арунделом. Его потомки владели титулом, а также занимали наследственную должность главного кравчего Англии. Внук Уильяма, Уильям Д’Обиньи, 3-й граф Арундел, был женат на Мабели, одной из дочерей Гуго де Кевильока, 5-го графа Честера. В этом браке родилось двое сыновей и несколько дочерей. 

## Биография
Хью родился между 1213 и 1215 годами и был младшим из двух сыновей Уильяма Д’Обиньи, 3-го графа Арундела, и Мабели Честерской. В 1224 году умер его старший брат Уильям д’Обиньи, 4-й граф Арундел, не оставивший сыновей, после чего несовершеннолетний Хью унаследовал его владения, титул графа Арундела и наследную должность главного кравчего Англии. Его опекуном был назначен юстициарий Англии Хьюберт де Бург, 1-й граф Кент.
В 1234 году Хью женился на Изабелле де Варенн, дочери Уильяма де Варенна, 5-го графа Суррея, и Матильды Маршал, дочери Уильяма Маршала, 1-го графа Пембрука, однако брак так и остался бездетным. За право женить несовершеннолетнего графа на своей дочери граф Суррей заплатил 300 марок. Также Уильям де Варенн в 1236 году от имени Хью исполнял обязанности кравчего на свадьбе короля Генриха III.
Хотя Хью и был несовершеннолетним в 1234 году, это не помешало ему за 2500 марок получить управление не только отцовскими владениями, но и частью земель своего умершего в 1232 году дяди, Ранульфа де Блондевиля, 6-го графа Честера. А 10 мая 1235 года он получил под управление свои замки, которые до этого находились в руках короля.
В 1242 году Хью был одним из семи графов, сопровождавших короля Генриха III в его экспедиции в Аквитанию. А 7 мая 1243 года он неожиданно умер «в рассвете сил». Хью был погребён в родовой усыпальнице в аббатстве Уаймондхэм. Вдова графа пережила его почти на 40 лет и умерла не позже 23 ноября 1282 года. Её тело было захоронено в монастырской церкви в Мархеме (Норфолк), которую она же и основала.

## Наследство
Владения Хью были разделены между его четырьмя сёстрами и их наследниками. Графство Сассекс отошло к короне. Замок Арундел вместе с четвертью графских владений достался сыну старшей из них, Джону Фицалану, барону Клана и Освестри, который де-юре стал графом Арундел, однако, судя по всему, никогда этим титулом не пользовался. Первым из Фицаланов, который был признан с титулом графа Арундела, стал Ричард Фицалан, внук Джона.

## Брак
Жена: с 1234 Изабелла де Варенн (ум. до 23 ноября 1282), дочь Уильяма де Варенна, 5-го графа Суррея, и Матильды Маршал. Детей не было.